# بالاو في الألعاب الأولمبية
بالاو في الألعاب الأولمبية تقوم اللجنة الأولمبية الوطنية البالاوية بالإشراف في شؤون مشاركة بالاو في الألعاب الأولمبية، شاركت بالاو أول مرة في الألعاب الأولمبية في دورة 2000 في سيدني في أستراليا، لم تفز بالاو حتى الآن بأي ميدالية أولمبية.